# Slåttestjärnen (Åsele socken, Lappland)
Slåttestjärnen är en sjö i Åsele kommun i Lappland och ingår i Ångermanälvens huvudavrinningsområde.